# 图娅
图娅（1955年—），辽宁彰武人，蒙古族，中华人民共和国政治人物，第十一届全国人民代表大会北京地区代表。
毕业于黑龙江中医药大学。民盟党员。2008年，当选为全国人大代表。